# 东京纯心女子短期大学
东京纯心女子短期大学（日语：／ Tōkyō Junshin Joshi Tanki Daigaku *），简称东纯短，是过去一所位于日本东京都八王子市的私立短期大学。

## 概要

### 简介
- 学校最早可以追溯到1963年[1]。短期大学为于1967年开办[2][1]、由学校法人东京纯心女子经营、来源于长崎纯心圣母会、由于教育的基础是新教[1]。招生到1995年[3]、停办于1997年。

### 历史
- 1967年 东京纯心女子短期大学成立并同时设置两个学科、以下列举[1]。
  - 音乐科
  - 生活艺术科：改名为美术科于1973年。
- 1971年 两个专攻成立于专科、以下列举[1]。
  - 美术专攻
  - 音乐专攻
- 1989年 英语科成立[1]。
- 1995年 招生最后、次年停止招生（正式停办于1997年5月30日[3]）。

### 宪章
- 请参看东京纯心女子短期大学的标志（页面存档备份，存于） （日語） 2014年4月21日阅览。

## 学校环境
- 校区：在了东京都八王子市[注 1]

## 历任校长
- 酒井ミヤ子：第一代短期大学校长[4]。
- 山田雅子：最后短期大学校长[5]。

## 组织

### 学科
- 美术科
- 音乐科
- 英语科

### 专科
| - 美术专攻 - 音乐专攻 |

### 业余课程
| - 没有 |

## 相关链接
- 日本短期大学列表
- 长崎纯心大学短期大学部：已停办
- 鹿儿岛纯心女子短期大学